# Wołodymyr Puzakow
Wołodymyr Tychonowycz Puzakow, ukr. Володимир Тихонович Пузаков (ur. 28 grudnia 1949 w Kujbyszewie) – ukraiński polityk i samorządowiec, od 2007 do 2010 prezydent Kirowohradu.

## Życiorys
W latach 1966–1967 pracował jako ślusarz w przedsiębiorstwie Ukrsilhosptechnika w Kirowohradzie, po czym służył w Armii Radzieckiej (1969–1971). Po opuszczeniu wojska kontynuował pracę w „Ukrsilhosptechnice” (do 1978), po czym przeniósł się do zakładu mechaniczno-remontowego „Ukrremtrest” w rodzinnym mieście, gdzie pełnił obowiązki naczelnika wydziału budowlano-remontowego, zastępcy dyrektora oraz sekretarza komitetu zakładowego KPZR (do 1983). W latach 1983–1990 wykonywał pracę partyjną na terenie obwodu kirowohradzkiego.
W 1985 ukończył studia w Kirowohradzkim Instytucie Budowy Maszyn Rolniczych (ukr. Кіровоградський інститут сільськогосподарського машинобудування, przemianowany na Narodowy Uniwersytet Techniczny w Kirowohradzie). W latach 1990–1993 stał na czele Rejonowego Komitetu Wykonawczego w Kirowohradzie. Po odejściu z pracy w samorządzie pełnił obowiązki dyrektora miejscowego przedsiębiorstwa rolnego. Od 1996 do 2002 stał na czele Rady Dyrektorów Kirowohradzkiego Zakładu Remontowo-Mechanicznego im. W.K. Taratuty (ukr. Кіровоградський ремонтно-механічний завод ім. В.К. Таратути).
W 2002 jako I sekretarz obwodowego komitetu w Kirowohradzie został wybrany na deputowanego do Rady Najwyższej z listy Komunistycznej Partii Ukrainy. 26 listopada 2006 wybrano go na prezydenta Kirowohradu. Urząd ten sprawował od 2007 do 2010, nie uzyskując reelekcji.